# Municipio de Bacanora
El Municipio de Bacanora es uno de los 72 municipios que conforman el estado mexicano de Sonora, ubicado en el este del estado en la zona de la Sierra Madre Occidental. Su cabecera municipal y localidad más habitada es el pueblo homónimo de Bacanora, mientras que otras localidades importantes son El Destacamento y El Encinal. Fue nombrado como municipio independiente el 27 de octubre de 1932. Según datos del Censo de Población y Vivienda realizado en 2020 por el Instituto Nacional de Estadística y Geografía (INEGI), tiene una población de 759 habitantes y posee una superficie de 1,131.11 kilómetros cuadrados. Su producto interno bruto per cápita es de USD 13,559 y su índice de desarrollo humano (IDH) es de 0.8100.
El municipio es uno de los más pequeños en extensión y en población del estado. Como a la mayoría de los municipios de Sonora el nombre se le dio por su cabecera municipal.

## Historia como municipio
Originalmente el territorio del municipio estuvo habitado por tribus ópatas jobas. Fue hasta el año de 1627 que el misionero jesuita Pedro Méndez fundó el poblado de Bacanora (cabecera actual del municipio) como un poblado de visita de la misión de Arivechi.
El municipio fue incorporado en 1930 al municipio de Sahuaripa, pero obtuvo la categoría de municipio independiente dos años más tarde el 27 de octubre de 1932, según la Ley Núm. 138.

## Geografía
El municipio está ubicado en el este del estado de Sonora, se localiza en el paralelo 28°59' de latitud norte y a los 109° 24' de longitud al oeste del meridiano de Greenwich; a una altura mínima de 300 metros sobre el nivel del mar y una máxima de 1,900. Colinda al norte con el municipio de San Pedro de la Cueva, al noreste con el municipio de Sahuaripa, al este con el de municipio de Arivechi, al sur con el de municipio de Yécora, y a Suroeste con el de Soyopa.

### Límites municipales
Tiene límites administrativos con los siguientes municipios según su ubicación:
| Noroeste: San Pedro de la Cueva | Norte: San Pedro de la Cueva | Nordeste: Sahuaripa        |
| Oeste: Soyopa                   |                              | Este: Sahuaripa y Arivechi |
| Suroeste: Soyopa                | Sur: Yécora                  | Sureste: Sahuaripa         |

Posee una superficie de 1,131.11 kilómetros cuadrados, que representan el 0.49% del total estatal y el 0.04% del nacional.

### Clima
El municipio cuenta con un clima muy seco y cálido, con una temperatura media máxima mensual de 30.8 °C en los meses de junio a septiembre y con una media mínima mensual de 13.7 °C de diciembre a enero; la temperatura media anual es de 22.8 °C; el período de lluvias se presenta en verano en los meses de julio y agosto teniendo una precipitación media anual de 520.4 milímetros. Se tienen heladas en los meses de noviembre a marzo.

### Orografía
Las estribaciones de la Sierra Madre Occidental ocupan gran parte del territorio. El municipio está cruzado por varias serranías entre las que destacan La Joya, Sandoval y Campanera.

### Hidrografía
Su territorio es regado por el río Bacanora, que lo cruza de sur a norte y va a desembocar al río Yaqui.

### Flora y fauna
En el territorio predomina la selva baja caducifolia (tepeguajes, chupandía, bonete, amapola, colorín, pochote y cuéramo), también se pueden encontrar pequeñas áreas de bosque de pino y matorral subtropical tales como nopales, copalis, uña de gato y garambullo.
En la región se encuentran las especies de animales de:
- Anfibios: sapo y rana;
- Reptiles: tortuga verde de río, de monte, iguana, escorpión, cachora, boa, culebra y víbora de cascabel;
- Mamíferos: venado cola blanca, puma, lince, coyote, jaguar, jabalí, mapache, liebre, conejo, zorra gris, ocelote, tlacuache, ardilla, coatí, zorrillo, murciélago y ratón de campo;
- Aves: tortolita, lechuza, tecolote, chuparrosa, golondrina común, periquito verde, cardenal, zopilote, gavilán ratonero y halcón negro.[12]

## Demografía
De acuerdo a los resultados del Censo de Población y Vivienda realizado en 2020 por el Instituto Nacional de Estadística y Geografía (INEGI), la población total del municipio es de 759 habitantes; con una densidad poblacional de 0.67 hab/km², y ocupa el puesto 65° en el estado por orden de población. Del total de pobladores, 390 son hombres y 369 son mujeres. En 2020 había 491 viviendas, pero de estas 262 viviendas estaban habitadas, de las cuales 75 estaban bajo el cargo de una mujer. Del total de los habitantes, 2 personas (0.26% del total) se consideran afromexicanos o afrodescendientes.
El 84.98% del municipio pertenece a la religión católica, el 8.17% es cristiano evangélico/protestante o de alguna variante, mientras que el 5.67% no profesa ninguna religión.

### Educación y salud
Según el Censo de Población y Vivienda de 2020; 1 niño de entre 6 y 11 años (0.13% del total), 1 adolescente de entre 12 y 14 años (0.13%), 21 adolescentes de entre 15 y 17 años (2.77%) y 6 jóvenes de entre 18 y 24 años (0.79%) no asisten a ninguna institución educativa. 30 habitantes de 15 años o más (3.95%) son analfabetas, 23 habitantes de 15 años o más (3.03%) no tienen ningún grado de escolaridad, 161 personas de 15 años o más (21.21%) lograron estudiar la primaria pero no la culminaron, 20 personas de 15 años o más (2.64%) iniciaron la secundaria sin terminarla, teniendo el municipio un grado de escolaridad de 7.23.
La cantidad de población que no está afiliada a un servicio de salud es de 166 personas, es decir, el 21.87% del total municipal, de lo contrario el 76.94% sí cuenta con un seguro médico ya sea público o privado. En el territorio, 82 personas (10.8%) tienen alguna discapacidad o límite motriz para realizar sus actividades diarias, mientras que 12 habitantes (1.58%) poseen algún problema o condición mental.

### Localidades
| Localidad       | Población |
| Total Municipio | 759       |
| Bacanora        | 498       |
| El Destacamento | 117       |
| El Encinal      | 51        |
| Santa Teresa    | 33        |
| Guaycora        | 24        |

- Otras pequeñas localidades son: El Torreoncito, Milpillas, El Aserradero, El Tule, La Piedra Rajada, El Bojori, La Plaza, La Vinatería, La Joya, La Cañada Honda, Las Tierritas del Arco, entre otros.[14]

## Gobierno
La sede del gobierno recae en el poblado del mismo nombre Bacanora donde se encuentra el palacio municipal. El ayuntamiento está integrado por un presidente municipal, un síndico, 3 regidores de mayoría relativa y 2 de representación proporcional, electos cada tres años.
El municipio pertenece al IV Distrito Electoral Federal de Sonora con sede en la ciudad de Guaymas y al XVIII Distrito Electoral de Sonora con sede en Ciudad Obregón Norte.

### Subdivisión política
Según la Ley de Orden Orgánico del Estado de Sonora, el municipio para su administración, se divide en 3 comisarías, enlistadas a continuación en orden alfabético:
- El Encinal
- Milpillas
- Mina México
- Santa Teresa

### Cronología de presidentes municipales
| Período   | Presidente Municipal           | Partido(s) Político(s)                       |
| --------- | ------------------------------ | -------------------------------------------- |
| 1900-1901 | Isidro Encinas                 | -                                            |
| 1902-1903 | Ignacio G. López               | -                                            |
| 1904-1905 | Próspero I. Soto               | -                                            |
| 1906-1907 | Florentino Ruiz                | -                                            |
| 1908-1919 | Joaquín Loustaunau             | -                                            |
| 1909-1912 | Nicolás Galindo                | -                                            |
| 1912      | Manuel María Guerrero          | -                                            |
| 1913-1915 | Jesús Z. Coronado              | -                                            |
| 1915      | Joaquín Loustaunau             | -                                            |
| 1916      | Francisco Peralta              | -                                            |
| 1917      | Alfredo Soto                   | -                                            |
| 1918      | Jesús Z. Coronado              | -                                            |
| 1919      | Manuel María Parra             | -                                            |
| SD        | Gonzalo G. Rivera              | -                                            |
| SD        | Carmen Cajigas                 | -                                            |
| SD        | Gabriel Jiménez                | -                                            |
| SD        | Francisco Pacheco              | -                                            |
| SD        | Samuel Ojeda                   | -                                            |
| SD        | Trinidad Soto                  | -                                            |
| SD        | Pedro Loustaunau               | -                                            |
| SD        | Jesús A. Guerrero              | -                                            |
| SD        | Emilio Soto                    | -                                            |
| SD        | Pedro Loustaunau               | -                                            |
| SD        | Gonzalo G. Rivera              | -                                            |
| SD        | Ricardo Valenzuela             | -                                            |
| SD        | Porfirio Hurtado               | -                                            |
| 1941-1946 | Rafael Amparano                | -                                            |
| 1944-1947 | Raúl Parra                     | -                                            |
| 1947-1950 | José Pacheco                   | -                                            |
| 1950-1952 | Gabriel Reyes                  | -                                            |
| 1952-1955 | Rafael Martínez                | -                                            |
| 1955-1958 | Eduardo Valenzuela             | -                                            |
| 1958-1961 | Alberto Hernández              | -                                            |
| 1961-1964 | Enrique Soto Soto              | -                                            |
| 1964-1967 | Onésimo Leyva P.               | -                                            |
| 1967-1970 | Alfonso Soto Ruíz              | -                                            |
| 1970-1973 | Gildardo Valenzuela            | -                                            |
| 1973-1976 | Hilario Robles Arvizu          | -                                            |
| 1976-1979 | Crisanto Urquijo M.            | -                                            |
| 1979-1982 | Miguel Lugo Ruiz               | -                                            |
| 1982-1985 | Manuel Rafael Chacón Gil       | -                                            |
| 1985-1988 | José Luis Guerrero Amparano    | -                                            |
| 1988-1991 | Manuel Rafael Chacón Gil       | -                                            |
| 1991-1994 | Guadalupe Aurelio Parra Duarte | Partido Revolucionario Institucional         |
| 1994-1997 | Rogelio Coronado Quintana      | Partido Revolucionario Institucional         |
| 1997-2000 | Ricardo Rivera Galindo         | Partido Revolucionario Institucional         |
| 2000-2003 | Teresa Monge Esquer            | Partido Revolucionario Institucional         |
| 2003-2006 | Luis Alfonso Soto Jiménez      | Partido Acción Nacional                      |
| 2006-2009 | José Rogelio Galindo Ruiz      | Alianza                                      |
| 2009-2012 | Víctor Manuel Encinas Salazar  | Alianza Partido Revolucionario Institucional |
| 2012-2015 | Luis Alfonso Soto Jiménez      | Partido Acción Nacional                      |
| 2015-2018 | Laura Espinoza Alonso          | Partido Verde Ecologista                     |
| 2018-2024 | Belisario Pacheco Galindo      | Alianza PAN y PRD                            |

- SD representa "Sin Datos"